# Milionia lysistrata
Milionia lysistrata är en fjärilsart som beskrevs av Kirsch 1877. Milionia lysistrata ingår i släktet Milionia och familjen mätare. Inga underarter finns listade i Catalogue of Life.